# Dejvid Makalou
Dejvid Gaub Makalou (engl. David Gaub McCullough; 7. jul 1933 — 7. avgust 2022) bio je američki pisac, narator, popularni istoričar i predavač. On je dvostruki dobitnik Pulicerove nagrade, kao i Nacionalne nagrade za književnost i primalac je Predsedničke medalje slobode, najviše civilne nagrade Sjedinjenih Država.
Njegove dve knjige nagrađene Pulicerovim nagradama, Truman i Džon Adams, HBO mreža je adaptirala u TV film i miniseriju.

## Životi i karijera

### Mladosti i obrazovanje
Makalou je rođen u Pojnt Briz kvartu Pitsburga u Pensilvaniji, kao sin Rut (devojačko Rankin) i Kristijana Haks Makalou. On je škotsko-irskog porekla. Pohađao je osnovnu školu na Linden aveniji i Šejdi Sajd akademiju, u svom rodnom gradu. On je jedan od četiri sina. Makalou je imao „čudesno” detinjstvo sa širokim spektrom interesovanja, tokom koja je bio aktivan u sportskim aktivnostima i crtanju karikatura. Makalouvi roditelji i njegova baba, koji su mu često čitali, upoznavali su ga sa knjigama u ranom uzrastu. Njegovi roditelji često su razgovarali o istoriji, temi o kojoj on kaže bi trebalo češće da se diskutuje. Makalou je „voleo školu, svaki dan”; on je razmišljao o mnogim izborima karijere, u rasponu od arhitekte, glumca, slikara, pisca, do advokata, i jedno vreme je razmatrao i mogučnos upisivanja medicinske škole.
Godine 1951. Makalou je počeo da pohađa univerzitet Jejl. On je rekao da je bila „privilegija” da studira engleski jezik na Jejlu zbog članova fakulteta kao što su Džon O'Hara, Džon Hersi, Robert Pen Voren i Brendan Gil. Makalou je povremeno ručavao sa dobitnikom Pulicerove nagrade romanopiscem i dramaturgom Torntonom Vajlderom. Vajlder ga je, kaže Makalou, naučio da kompetentan pisac održava „osećaj slobode” pri kazivanju priče, tako da čitalacu ishod nije očevidan, čak i ako knjiga nije fikcija.
Dok je bio na Jejlu, postao je član grupe Lobanja i kosti. On je služio kao pomoćnik u Tajmsu, Lajfu, Informativnoj agenciji SAD i Američkom nasleđu, gde je uživao u istraživanjima. „Jednom kada sam otkrio beskrajnu fascinaciju istraživanjem i pisanjem, znao sam da sam u životu pronašao ono što želim raditi.” Tokom pohađanja Jejla, Makalou je studirao umetnost i diplomirao engleski jezik, sa namerom da postane pisac fikcije ili dramaturg. On je diplomirao sa počastima iz engleske književnosti (1955).

### Književna karijera

#### Rana karijera
Nakon što je diplomirao, Makalou se preselio u Njujork Siti, gde je radio za Sports ilustrated kao pripravnik. Kasnije je radio kao urednik i pisac u Informativnoj agenciji SAD u Vashingtonu. Nakon što je radio dvanaest godina, uključujući položaj u časopisu Američko nasleđe, baveći se uređivanjem i pisanjem, Makalou je „osetio da je [dostigao] tačku gde [bi] mogao da pokuša nešto nasamo”.
Makalou „nije očekivao da će [on] pisati istoriju, ali [on] je naišao za priču za koju je smatrao da je moćna, uzbudljiva i veoma vredna kazivanja.” Dok je radio u Američkom nasleđu, Makalou je pisao u slobodno vreme tokom tri godine. Džonstaunska poplava, hronika katastrofe jedne od najgorih poplava u istoriji Sjedinjenih Država, objavljena je 1968. godine uz visoke pohvale kritičara. Džon Leonard iz Njujork Tajmsa je rekao za Makaloua, „Nemamo boljeg socijalnog istoričara.” Uprkos teških finansijskih prilika, on je odlučio da postane pisac sa punim radnim vremenom, uz podršku svoje supruge Rozali.

### Lični život
Dejvid Makalou ima kuću u Hingamu u Masačusecu od kad se 2016. godine preselio iz Bostonskog kvarta Bak Bej; troje od njegove petoro dece žive u Hingamu. On ima letnji dom u Kamdenu u Mejnu. Dejvid je oženjen je Rozali Barns Makalouh, koju je upoznao u svojoj 17. godini u Pitsburgu. Par ima petoro dece i devetnaest unučadi. On uživa u sportu, istoriji i umetnosti, uključujući slikanje akvarela i portreta.
Njegov sin Dejvid mlađi, učitelj engleskog u Velesli srednjoj školi u predgrađima Bostona, stekao je iznenadnu slavu 2012. godine svojim govorom na saboru škole. On je rekao maturantima, „Vi niste nište pasebno” devet puta u svom govoru, koji je postao viralan na Jutjubu. Njegov sin Bil je oženjen za ćerku bivšeg guvernera Floride, Boba Grejama.

## Spoljašnje veze
- Dejvid Makalou на веб-сајту  (језик: енглески)
- David McCullough на веб-сајту  (језик: енглески)
- Dejvid Makalou на веб-сајту  (језик: енглески)
- Elizabeth Gaffney and Benjamin Ryder Howe (jesen 1999). „David McCullough, The Art of Biography No. 2”. The Paris Review.
- Fein, Esther (12. 8. 1992). „Talking History With: David McCullough; Immersed in Facts, The Better to Imagine Harry Truman's Life”. The New York Times. Приступљено 20. 4. 2010.
- Shaver, Leslie (april 2003). „A Painter of Words About the Past”. Special Libraries Association. Архивирано из оригинала 29. 10. 2002. г. Приступљено 23. 4. 2008.
- „National Book Awards – 1978”. National Book Foundation. Приступљено 24. 4. 2008.
- „Samuel Eliot Morison Award 1978”. AmericanHeritage.com. Архивирано из оригинала 29. 9. 2007. г. Приступљено 24. 4. 2008.
- „Francis Parkman Prize”. Book Awards. LoveTheBook.com. Архивирано из оригинала 16. 11. 2018. г. Приступљено 24. 4. 2008.
- „Cornelius Ryan Award”. Overseas Press Club of America. Архивирано из оригинала 11. 3. 2007. г. Приступљено 24. 4. 2008.